# Diecezja Rockhampton
Diecezja Rockhampton – diecezja Kościoła rzymskokatolickiego w metropolii Brisbane, w północno–wschodniej Australii. Została erygowana 29 grudnia 1882 roku. Powstała na terenach wcześniej należących do diecezji Brisbane. Obecne granice uzyskała 12 lutego 1930 roku.